# Kanis
Pour les articles homonymes, voir Kanis (homonymie).
Pour l’article ayant un titre homophone, voir Cannisse.

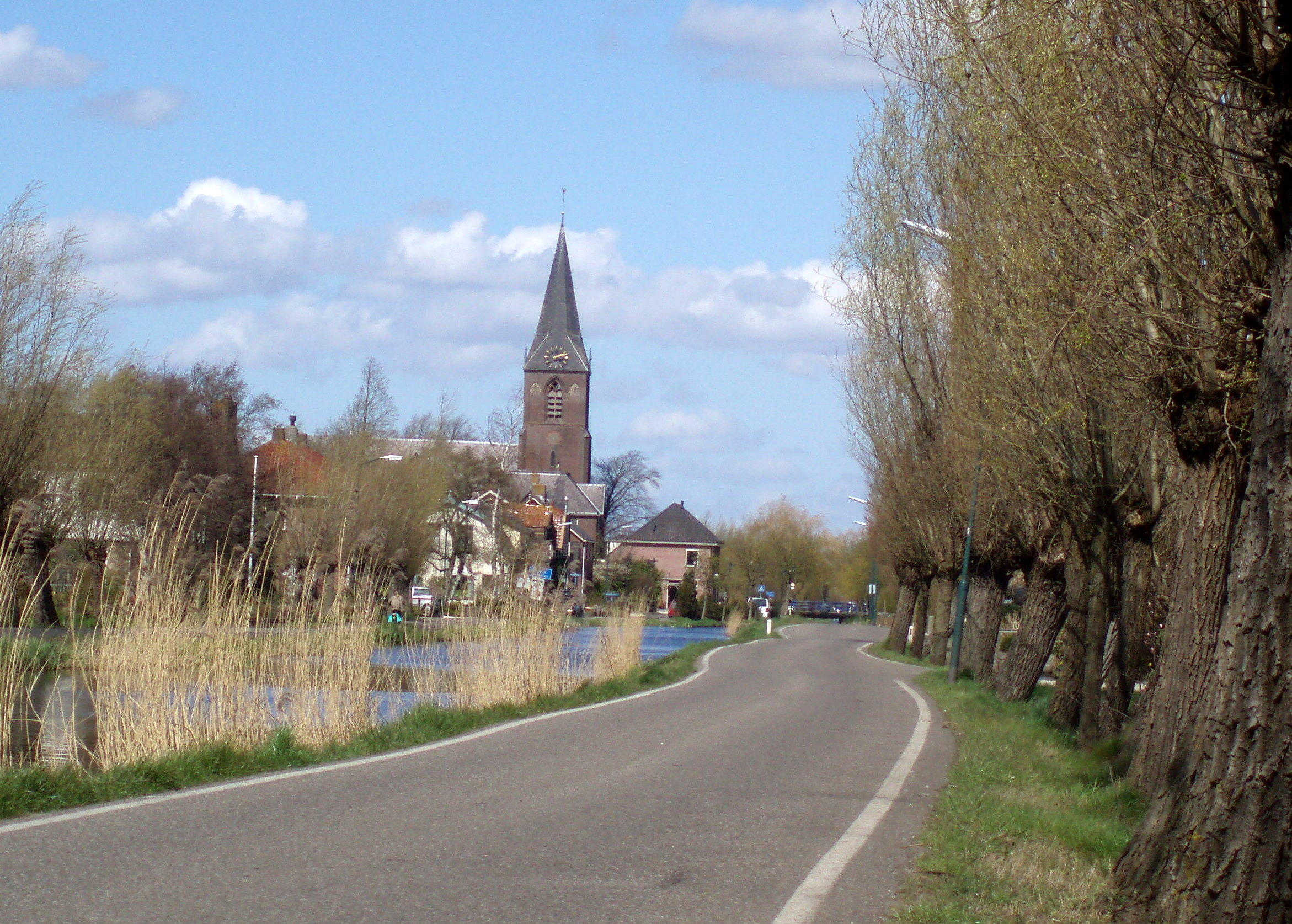

Kanis est un village situé dans la commune néerlandaise de Woerden, dans la province d'Utrecht.